# Wasp-klass

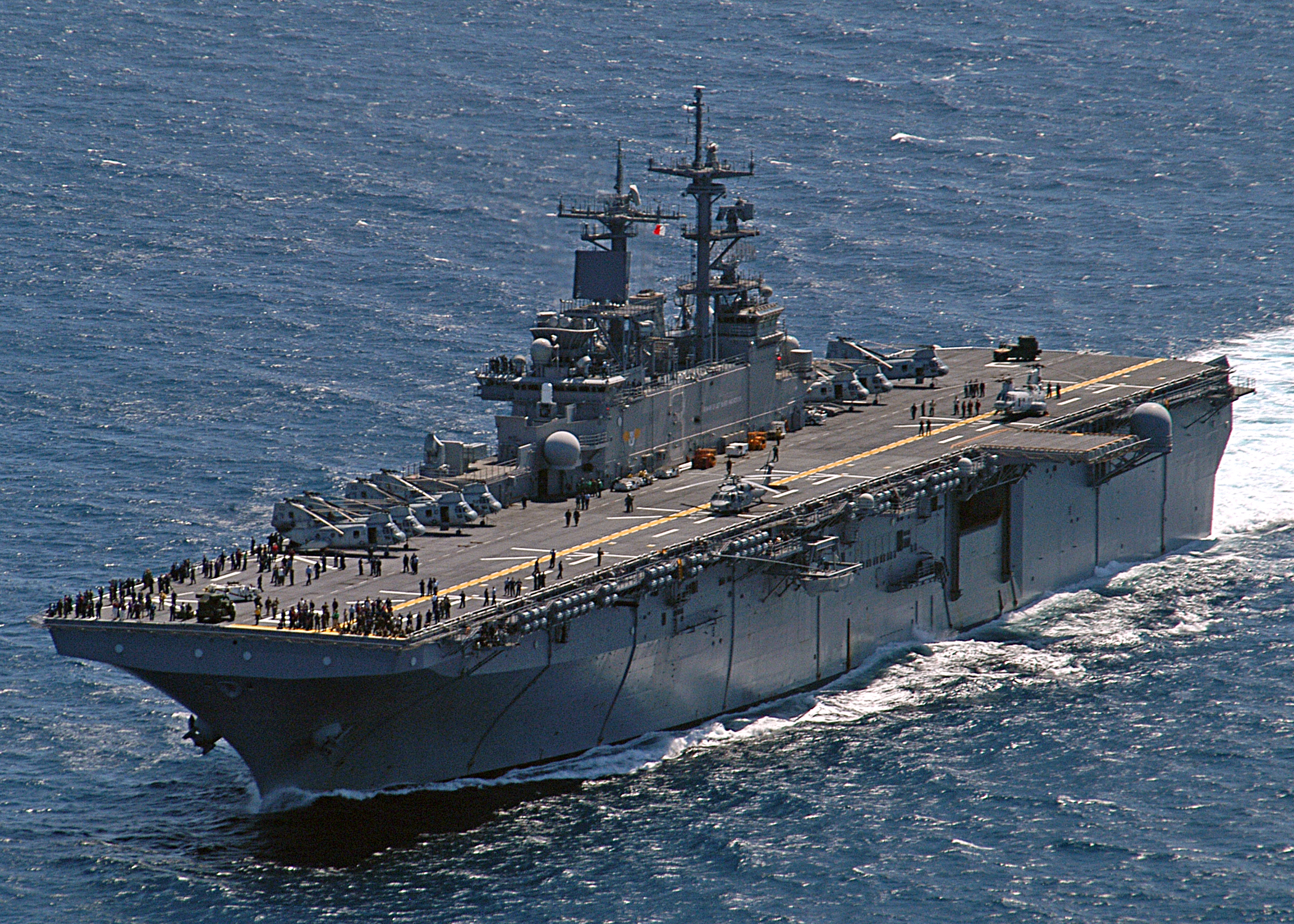
USS Kearsarge (LHD 3) vid Gibraltar på väg in i Medelhavet.

Wasp-klass är en fartygsklass med amfibiefartyg/landstigningsfartyg byggda för USA:s flotta. Klassen var den första som byggdes speciellt för att både landsätta trupper med svävare (LCAC), landstigningsbåtar (LCM-6 och LCM-8) och helikoptrar (V-22 Osprey och CH-46 Sea Knight) och understödja dem med Harrier II-flygplan och Super Cobra-attackhelikoptrar. Fartygen kan transportera och landsätta större delen av en av USA:s marinkårs Marine expeditionary units.
Fartygen i klassen drivs av två ångpannor, förutom LHD-8 som drivs av två General Electric LM2500 gasturbiner.

## Fartyg i klassen

### USSWasp(LHD-1)
Kölsträckt: 30 maj 1985, Sjösatt: 4 augusti 1987, Tagen i tjänst: 29 juli 1989.

När Wasp byggdes var hon det dittills största fartyget att byggas på stapelbädd i stället för i docka. Hon sjösattes dock inte från stapelbädden utan rullades över i en flytdocka 30 juli 1987.
I december 1990 användes Wasp som testplattform för V-22 Osprey. I november 1991 deltog hon i NATO-övningen Display Determination i Medelhavet tillsammans med hangarfartygen USS Forrestal, HMS Invincible och Príncipe de Asturias. I februari 1993 avseglade Wasp till Somalia för att delta i operation Restore Hope. I april hölls en överläggning ombord angående insatserna i Mogadishu anordnad av USA:s försvarschef Colin Powell. Efter insatserna i Somalia gick hon till Persiska viken för ytterligare operationer utanför Kuwaits kust innan hon återvände hem via Toulon i Frankrike och Rota i Spanien. Den 29 mars 1995 kolliderade Wasp med underhållsfartyget USS Seattle. Under 2004 deltog hon i operationer för att omorganisera de amerikanska styrkorna i Mellanöstern när fokus flyttades från Irak till Afghanistan. I september 2007 seglade Wasp till Nicaragua för humanitära insatser efter orkanen Felix och i oktober blev hon det första fartyget att använda V-22 Osprey i en skarp insats under operation Iraqi Freedom. Under hösten 2009 kryssade hon i Karibien och deltog bland annat i övningen Southern Partnership tillsammans med flera sydamerikanska flottor. Under 2011 blev Wasp återigen testplattform, den här gången för F-35B Lightning II. Under januari och februari 2012 deltog hon i operation Bold Alligator, USA:s största amfibieövning på över ett decennium.

### USSEssex(LHD-2)
Kölsträckt: 20 mars 1989, Sjösatt: 23 februari 1991, Tagen i tjänst: 17 oktober 1992.

Essex påbörjade sin första kryssning i oktober 1994. Under den resan utförde hon uppdrag både i Persiska viken och under operation United Shield i Somalia innan hon återvände till San Diego i april 1995. I oktober 1996 påbörjade hon sin andra kryssning, även den här gången till Persiska viken, där hon genomförde övningar tillsammans med styrkor från Oman, Quatar och Kuwait. På hemvägen våren 1997 genomfördes också en större övning med Australiens flotta. I juni 1998 var det återigen dags för en kryssning till Persiska viken, den här gången deltog hon också aktivt i operation Southern Watch. I juli 2000 övertog hon rollen som flaggskepp för Stridsgrupp 76 baserad på Okinawa från USS Belleau Wood. År 2004 blev stridsgruppen bestående av Essex, USS Juneau och USS Harpers Ferry beordrad till Persiska viken där hennes marinsoldater deltog i Slaget om Falluja. Under själva slaget var Essex dock inte närvarande i Persiska viken utan genomförde hjälpinsatser i Banda Aceh som drabbats svårt av Tsunamin  i december 2004.

### USSKearsarge(LHD-3)
Huvudartikel: USS Kearsarge (LHD-3)
Kölsträckt: 6 februari 1990, Sjösatt: 26 mars 1992, Tagen i tjänst: 16 oktober 1993.

### USSBoxer(LHD-4)
Kölsträckt: 18 april 1991, Sjösatt: 13 augusti 1993, Tagen i tjänst: 11 februari 1995.

Under den första resan från Pascagoula, Mississippi till San Diego, Kalifornien via Panamakanalen fick hon mindre skador i slussarna trots att hon inte översteg begränsningarna för Panamax. Under mars till september 1997 genomförde hon sin första kryssning i Stilla havet tillsammans med USS Ogden och USS Fort Fisher . Samma stridsgrupp genomförde ytterligare en kryssning under vintern 1998–1999. I mars 2001 påbörjade hon en kryssning till Persiska viken via Singapore, Guam, Jebel Ali och Bahrain. Hon återvände till USA bara dagar efter 11 september-attackerna 2001.
I januari 2003 seglade en stridsgrupp bestående av Boxer, Bonhomme Richard, Anchorage, Cleveland, Comstock, Dubuque och Pearl Harbor från San Diego till Persiska viken för att delta i invasionen av Irak. Boxer återvände till USA i juli 2003. I januari 2004 seglade hon återigen mot Persiska viken, den här gången ensam, med fler trupper till Irak. Trupperna och deras förnödenheter avlastades i Kuwait och Boxer kunde återvända till San Diego i april 2004. Från september 2006 till maj 2007 transporterade hon ytterligare en Marine expeditionary unit till Irak. I början av 2009 seglade Boxer tillsammans med jagaren USS Bainbridge och fregatten USS Halyburton till Somalia för att ta itu med priratproblemet. Den 12 april kunde trupper från Boxer frita kapten Richard Phillips från containerfartyget MV Maersk Alabama som kapats av pirater fyra dagar tidigare. Under återfärden till USA i augusti 2009 utbröt en epidemi av svininfluensa ombord och 69 besättningsmän insjuknade.

### USSBataan(LHD-5)
Kölsträckt: 22 juni 1994, Sjösatt: 15 mars 1996, Tagen i tjänst: 20 september 1997.

Bataan var det första fartyget att mobiliseras omedelbart efter 11 september-attackerna 2001. Fartyget beordrades att infinna sig i New Yorks hamn för att fungera som flytande fältsjukhus. När det visade sig att relativt få överlevande attacken återvände fartyget till Norfolk, Virginia för att ilasta en Marine Expeditionary Unit. Trupperna skeppades sedan till Pakistan med målet att invadera Afghanistan. I mars 2003 deltog hon i inledningen av Irakkriget och landsatte trupper och deras utrustning. Efter det tjänstgjorde hon och systerfartyget USS Bonhomme Richard som hangarfartyg för de Harrier II-flygplan som understödde markoperationerna. Under september 2005 fick Bataan agera testplattform för utvärderingen av V-22 Osprey. År 2009 blev hon också det första fartyg som fick en division V-22 baserade ombord. Under våren 2010 deltog hon i humanitära insatser efter Jordbävningen i Haiti. I mars 2011 hjälpte hon till att upprätthålla flygförbudet över Libyen under den internationella militärinsatsen. Under 2014 deltog Harrier II-flygplan från Bataan i spaningsuppdrag och flyganfall mot Islamiska staten.

### USSBonhomme Richard(LHD-6)

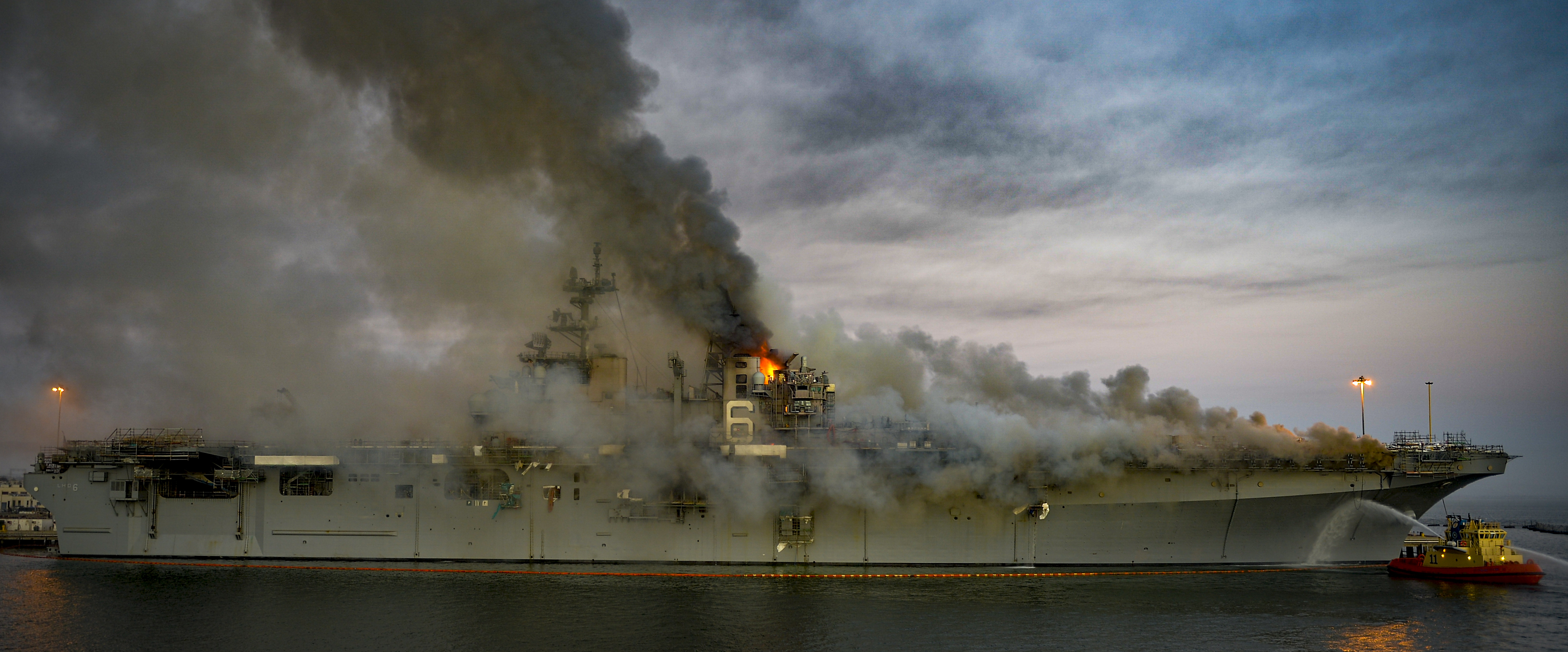
USS Bonhomme Richard under brand 12 juli 2020.

Kölsträckt: 18 april 1995, Sjösatt: 14 mars 1997, Tagen i tjänst: 15 augusti 1998, Utrangerad: 15 april 2021
Hon blev svårt brandskadad 12 juli 2020 vid kaj i Naval Base San Diego. Fartyget skrotades därefter då skadorna var så allvarliga att det inte var värt att återställa.

### USSIwo Jima(LHD-7)

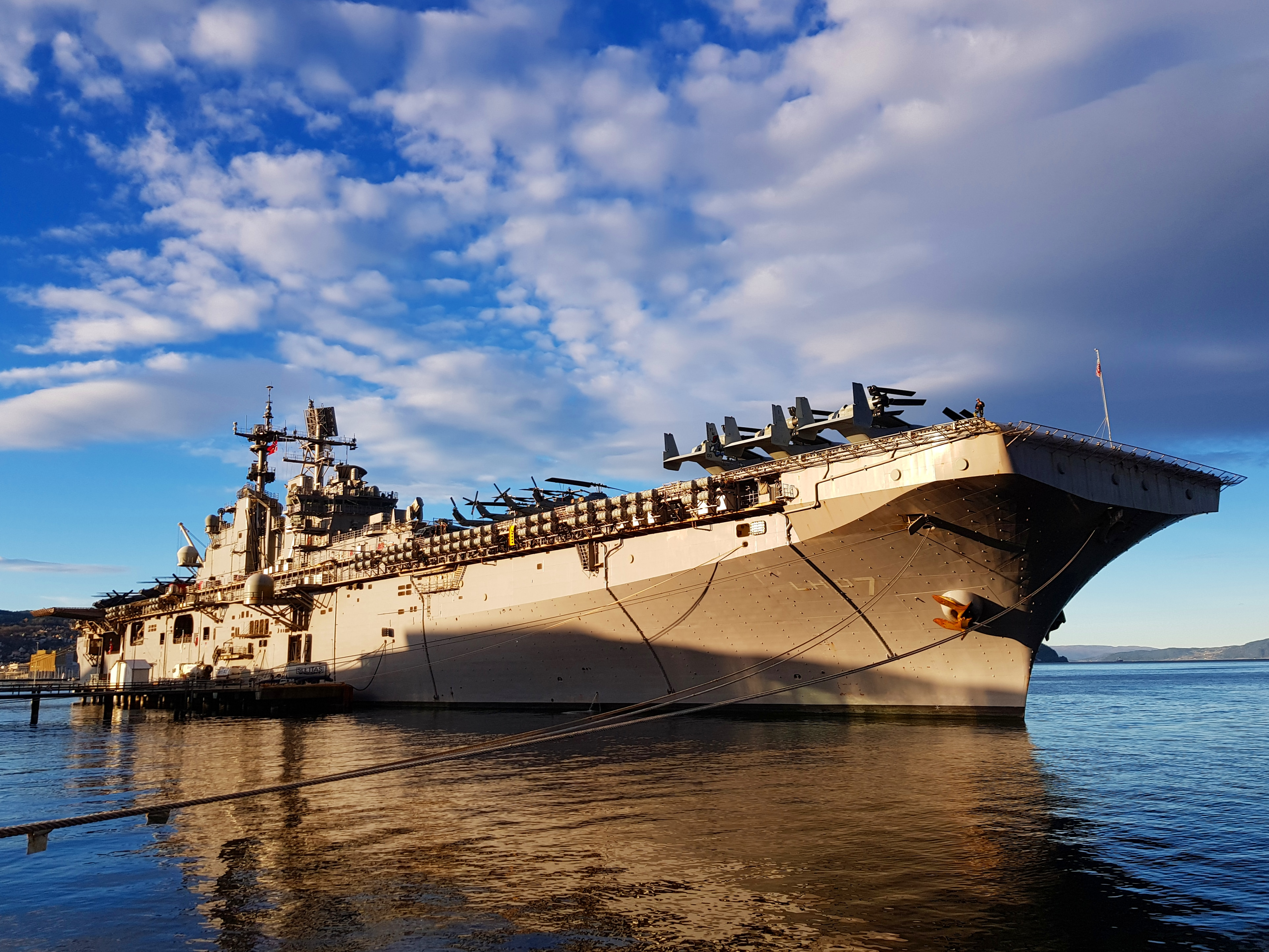
USS Iwo Jima i Trondheim i samband med Nato-övningen Trident Juncture 2018.

Kölsträckt: 12 december 1997, Sjösatt: 4 februari 2000, Tagen i tjänst: 30 juni 2001.

### USSMakin Island(LHD-8)
Kölsträckt: 14 februari 2004, Sjösatt: 22 september 2006, Tagen i tjänst: 24 oktober 2009.